# Una guida per l'uomo sposato
Una guida per l'uomo sposato (A Guide for the Married Man) è un film del 1967 diretto da Gene Kelly.

## Trama
Il film tratta in modo divertente della vita di coppia ed in particolare di come l'uomo, per seguire le proprie pulsioni sessuali, possa avere dei 'flirt' in totale sicurezza di non esser scoperto. La 'guida', impersonata da un amico del protagonista, serve proprio a questo.